# Германская федерация хоккея с мячом
Германская федерация хоккея с мячом (нем. Deutscher Bandy-Bund; англ. German Bandy Association) — общественная организация, воссозданная в 2013 г. (ранее существовала в 1990—1991 годах). Входит в Федерацию международного бенди (Federation of International Bandy).

## Деятельность
Основными задачами деятельности федерации являются:
- Привлечение к занятиям хоккеем с мячом и пропаганда этого вида спорта среди детей и молодежи;
- Организация подготовки и оказание эффективной помощи спортсменам и командам для участия в соревнованиях внутри страны и за рубежом;
- Совершенствование материально-технической базы хоккея с мячом, в том числе и помощь в организации производства инвентаря и спортивной формы;
- Подготовка и повышение квалификации тренерских и судейских кадров;
- Научно-методическое обеспечение учебно-тренировочного и соревновательного процессов в хоккее с мячом;
- Развитие и укрепление связей с федерациями других стран.

## Руководство
- Президент федерации — Евгений Епифанов.
- Вице-президент — Ларс Шепулл.